# 델리리움 (밴드)
델리리움(Delirium) 70년대에 주로 활동했던 프로그레시브 록 밴드이다.

## 개요
60년대에 제노바에서 활동하던 밴드 Sagittari는 보컬 이바노 포사티(Ivano Fossati)를 영입하고 밴드명을 델리리움으로 바꿔서 70년대를 맞았다. 밴드는 성공의 길(La Strada del Successo)이라는 경연프로그램에서 우승을 시작으로 몇몇 페스티벌들에서 주목을 받았다. 1집 Dolce acqua는 71년에 발매되었다. 이후 레조넬에밀리아나 팔레르모 등의 페스티벌에도 나가던 그들은 산레모 음악제에서 싱글 Jesahel를 히트시키는데 성공한다.
보컬 포사티가 밴드를 탈퇴하고 영국인 마틴 그라이스가 가입해서 2집 Lo scemo e il villaggio을 냈으며 재즈-프로그레시브 록적인 면이 강했다. 3집 Delirium III - Viaggio negli arcipelaghi del tempo를 발매한다. 3집은 오케스트레이션을 본격적으로 활용한 앨범이었다.
밴드는 96년에 베스트를 냈고 2001년부터는 서서히 활동을 재개했다. 2007년엔 블랙 위도우 레이블을 통해 라이브 앨범을 내고 이어서 정규앨범도 발매했다.

## 음반
- 1971 - Dolce acqua (Fonit Cetra LPX 11)
- 1972 - Lo scemo e il villaggio (Fonit Cetra LPX 18)
- 1974 - Delirium III - Viaggio negli arcipelaghi del tempo (Fonit Cetra LPX 29)
  - 2007 - Vibrazioni notturne - Live 2006 (Black Widow Records, 2LP / CD)
- 2009 - Il nome del vento (Black Widow Records, BWR 113, LP/CD)
  - 2011 - One Night in Genoa (Black Widow Records, CD)
- 2015 - L'era della menzogna (Black Widow Records, BWRCD 180-2 LP/CD)